# 15056 Barbaradixon
15056 Barbaradixon è un asteroide della fascia principale. Scoperto nel 1998, presenta un'orbita caratterizzata da un semiasse maggiore pari a 3,0025064 UA e da un'eccentricità di 0,0839160, inclinata di 1,83791° rispetto all'eclittica.